# Pasha Rafiy
Pasha Rafiy (geboren 1980 in Teheran) ist ein luxemburgischer Fotograf und Filmemacher, der seit 2001 in Wien lebt.
Pasha Rafiy wurde 1980 in Teheran geboren und zog mit seiner Familie 1985 aus dem Iran nach Luxemburg. Für sein Studium zog er 2001 nach Wien. 2008 erhielt er seinen Abschluss an der Universität Wien. Er arbeitet als Chef der Fotoredaktion der österreichischen Tageszeitung Die Presse. Ab Herbst 2014 verfolgte er mit der Kamera den luxemburgischen Außenminister Jean Asselborn über ein Jahr lang auf seinen Reisen durch die Welt, woraus „Foreign Affairs“ (2015), sein erster langer Dokumentarfilm entstand.

## Filmographie
- 2015: Foreign Affairs (Dokumentarfilm)